# Île Verte (Grenoble)

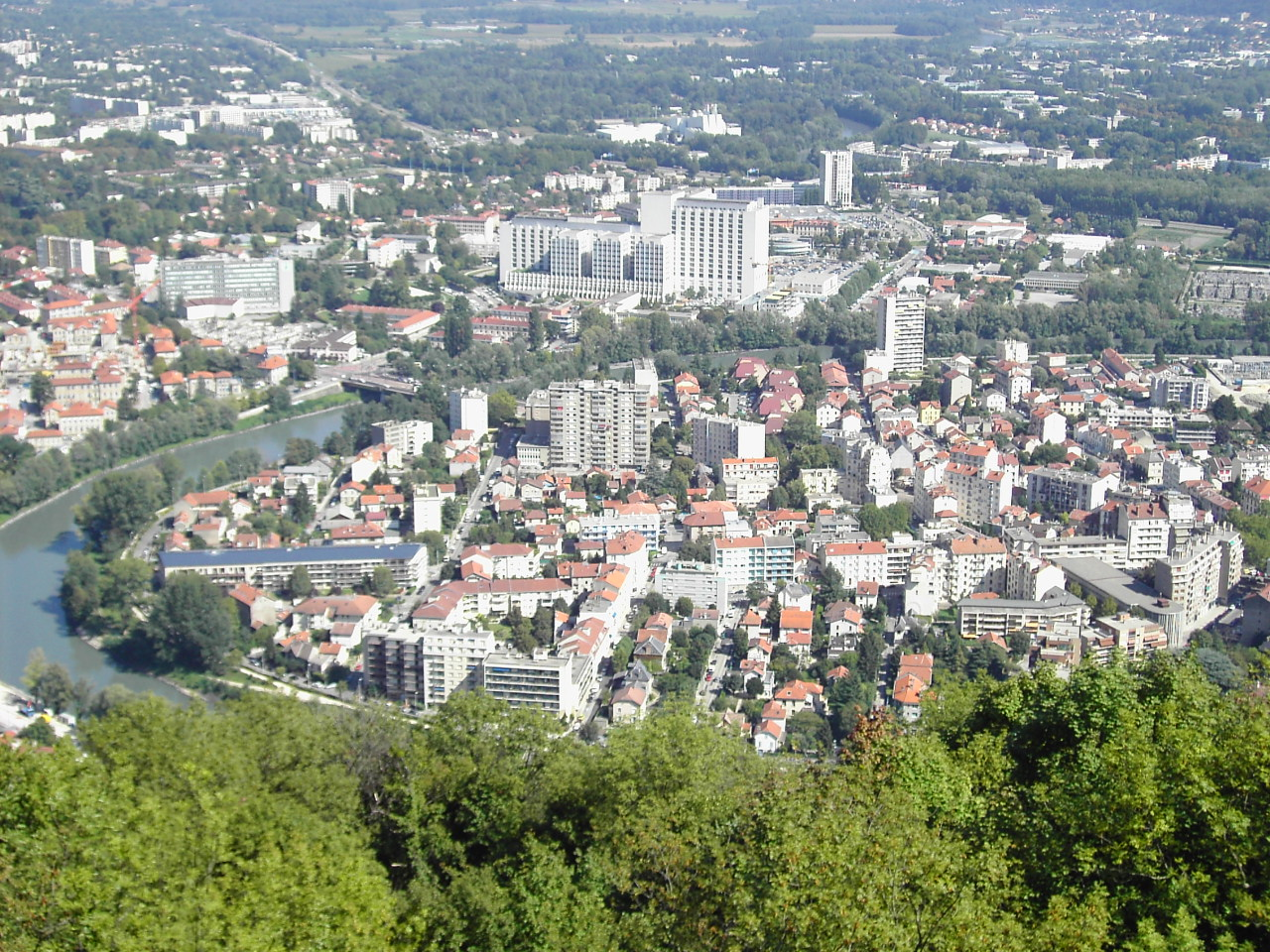
Das Stadtviertel aus der Luft

Die Île Verte ist ein Stadtviertel von Grenoble, in einer Schleife der Isère gelegen. Mit mehreren Hochhäusern ist es eines der am dichtest besiedelten Gebiete der Stadt. Es ist größtenteils Wohngebiet, aber auch das Hauptquartier der Polizei (französisch Hôtel de Police) befindet sich dort.

## Die Drei Türme

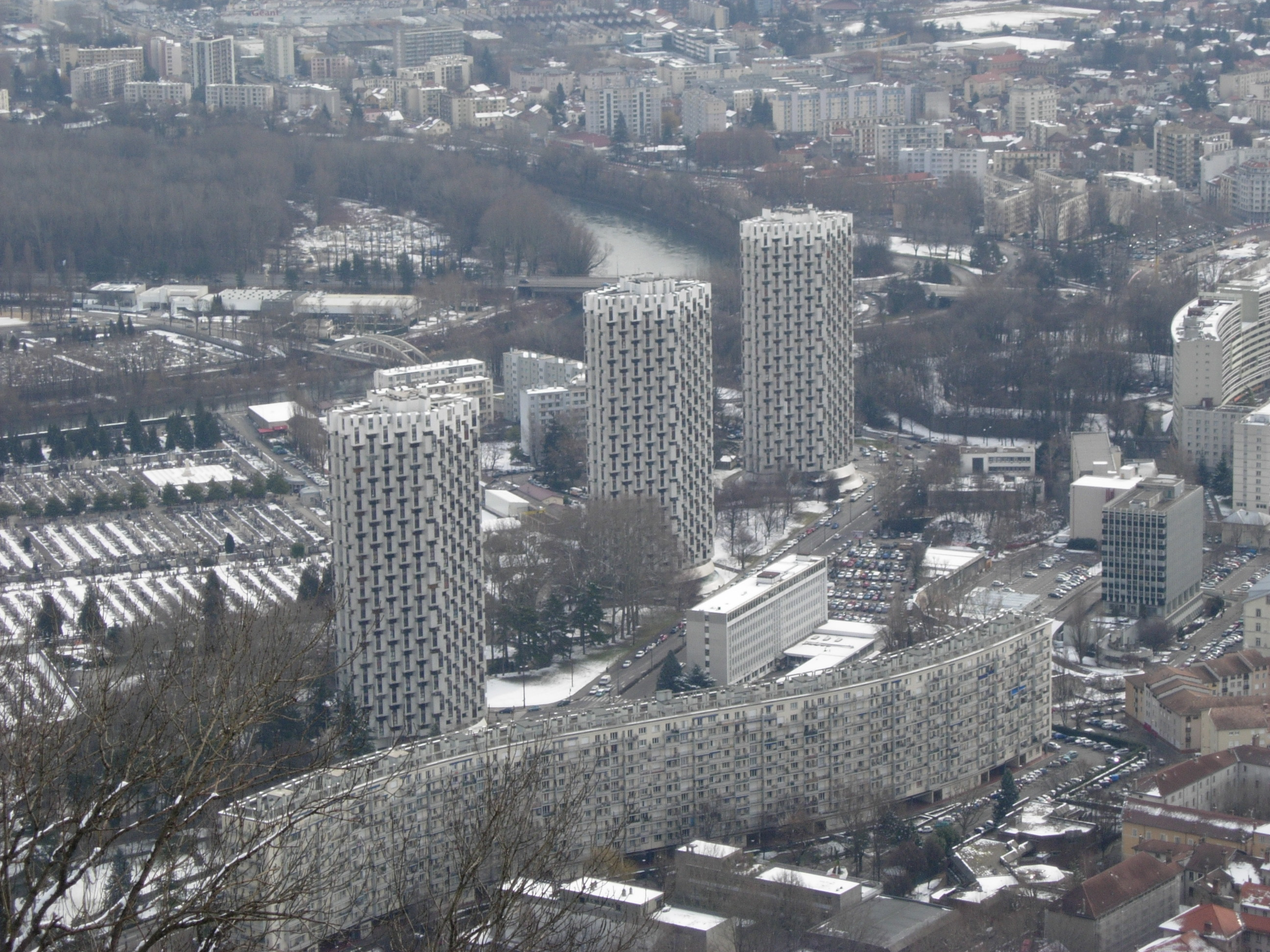
Die drei Türme „Belledonne“, „Vercors“ und „Mont Blanc“ im Februar 2005

Die Residence Île Verte, im Volksmund die Drei Türme, sind eine Landmarke. Der Komplex wurde zwischen 1963 und 1967 errichtet nach Entwürfen von Roger Anger und Pierre Puccinelli.